# Cynthia Flood
Cynthia Flood (* 17. September 1940 in Toronto) ist eine kanadische Schriftstellerin, die vorzugsweise Kurzgeschichten verfasst und auch einen Roman geschrieben hat. 1990 gewann sie für eine ihrer Kurzgeschichten den Journey Prize.

## Leben
Cynthia Flood wurde 1940 als Tochter der Romanautorin Luella Bruce Creighton (1901–1996) und des Historikers Donald Creighton (1902–1979) in England geboren und kam mit zwei Jahren nach Toronto, wo sie auch aufwuchs.
Nach dem Studium an der University of Toronto verbrachte sie einige Jahre in den Vereinigten Staaten, unter anderem in New York, dann in Toronto und Montreal. 1969 zog sie nach Vancouver, British Columbia.
Im Laufe der Jahre war sie in verschiedenen sozialistischen, feministischen, pazifistischen und umweltschützerischen Bürgerbewegungsgruppierungen aktiv, selbst in ihrer Zeit als Englischlehrerin am Langara College. Mitte der 1980er Jahre gab sie drei Lehrbücher für Angehörige der First Nation heraus. Darüber hinaus hat sie Kreatives Schreiben am Schreiben & Publikationsprogramm der Simon Fraser University unterrichtet.
Cynthia Floods Kurzgeschichtensammlungen umfassen unter anderem The Animals In Their Elements (Talonbooks, 1987) und My Father Took A Cake To France (Talonbooks, 1992). Die gleichnamige Titelgeschichte der letzten Publikation gewann 1990 den Journey Prize. Der Journey Prize ist ein seit 1989 bestehender kanadischer Literaturpreis, der alljährlich von dem Verlagshaus McClelland and Stewart, Toronto, und dem Writers’ Trust of Canada für die beste Kurzgeschichte eines aufstrebenden Schriftstellers vergeben wird, die in einem kanadischen Literaturmagazin veröffentlicht wurde. Überhaupt wurden ihre Kurzgeschichten in der Folge in verschiedenen Literaturmagazinen, wie zum Beispiel  The New Quarterly, CNQ, Event, Grain, sowie Anthologien Nordamerikas veröffentlicht. So erschienen auch drei davon in Best Canadian Stories.
Ihren ersten Roman publizierte Flood mit Making A Stone of the Heart (Key Porter, 2002).
Die letzte Kurzgeschichtensammlung Floods, The English Stories, brachte ihr Verlag im April 2009 heraus. Die Rezensentin für Globe and Mail, Lynda Grace Philippsen, beschrieb es als „perfect summer reading. Without being light or trite it can be picked up and put down with ease, and the characters linger with the reader long after.“ – „perfekte Lektüre für den Sommer. Ohne zu leicht oder seicht zu sein, kann sie ohne Mühe aufgenommen und wieder beendet werden, und die Charaktere gehen dem Leser lange Zeit nah.“ Die darin enthaltenen Kurzgeschichten spielen im England der 1950er Jahre in einem kleinen Hotel für Dauergäste und an einer Mädchenschule. Eine der Erzählungen, Religious Knowledge, gewann den National Magazine Gold Award 2000, nachdem sie im PRISM International-Magazin veröffentlicht wurde. Eine weitere Geschichte, Learning To Dance, wurde vom Herausgeber John Metcalf in die Auswahl Best Canadian Stories 2008 aufgenommen.
Im September 2013 veröffentlichte sie eine Kurzgeschichtensammlung mit dem Titel Red Girl Rat Boy und betätigt sich weiterhin politisch.

## Werk
als Herausgeberin
- Composition and native Indian literature I : ENGL 102. Open Learning Institute, Richmond, British Columbia 1984. 2. Auflage 1986.
- Composition and native Indian literature II : ENGL 103. Open Learning Institute, Richmond, British Columbia 1985.
- Through native eyes. : Open Learning Institute, Richmond, British Columbia 1985.

Kurzgeschichten
- The animals in their elements. Talonbooks, Vancouver 1987, ISBN 0-88922-249-5.
- My father took a cake to France. Talonbooks, Vancouver 1992, ISBN 0-88922-310-6.
- The English Stories. Biblioasis, Emeryville, Ontario 2009, ISBN 978-1-897231-56-2.
- Red Girl Rat Boy. Biblioasis, Emeryville, Ontario 2009, ISBN 978-1-927428-41-2.

Romane
- Making a stone of the heart. Key Porter, Toronto 2002, ISBN 1-55263-452-3.

## Rezensionen
The English Stories

“Flood artfully transplants the conventions of the Canadian Gothic story form and its obsession with death, isolation, madness, and natural landscape into the static, provincial milieu of the genteel British lower-middle classes enshrined in the works of V. S. Pritchett. (…) Taken together, the stories ultimately achieve a brooding resonance that captures the literal and spiritual dampness of a provincial scene that all but died out with the last remnants of the British empire.”

„Flood überträgt kunstvoll die Konventionen der kanadischen Gothicgeschichte und seine Leidenschaft für Tod, Isolation, Verrücktheit und Landschaft in das statische, provinzielle Milieu der angenehmen Britische Mittelklasse wie in den Werken von V. S. Pritchett beschrieben wurde. […] Zusammengenommen vereinen die Geschichten ein brodelnde Resonanz, die die literarische und spirituelle Dumpfheit der provinziellen Szene einfängt, die bereits mit dem Untergang des Britischen Weltreichs ausgestorben war.“

“Vancouver writer Cynthia Flood has won a slew of prizes for her fiction, and her latest book, a collection of linked short stories called The English Stories, shows why the accolades are so well deserved. Flood is a thoughtful writer whose richly dense prose opens up worlds to explore.”

„Die Schriftstellerin Cynthia Flood hat eine Handvoll Preise für ihre Geschichten gewonnen, und ihr letztes Werk, eine Sammlung von miteinander verbundenen Kurzgeschichten mit dem Titel The English Stories, zeigt, warum diese Ehrungen wohlverdient waren. Flood ist eine ideenreiche Schriftstellerin, deren hochverdichtete Prosa uns eine Welt zum Entdecken gibt.“

The Animals in Their Elements

“Women writers, most of them experts at subtexts and subversion, need language that speaks their own truth. In these 15 stories, Flood’s varied and occasionally experimental narrative techniques give her scope to reveal her concerns without being didactic (…) A distinctive voice is already audible in the best of these stories.”

„Weibliche Schriftsteller, die meisten von ihnen Experten im Subtext und der Subversion, benötigen eine Sprache, die ihre eigene Wahrheit ausspricht. In diesen 15 Geschichten variiert Flood ihr gelegene experimentelle Erzähltechniken ohne didaktisch zu wirken. (…). Eine deutliche Stimme ist in den besten dieser Geschichten zu hören.“

Making a Stone of the Heart

“In Making a Stone of the Heart, author Cynthia Flood's characters don’t just breathe, they bristle with life.”

„In Making a Stone of the Heart atmen die Charaktere Cynthia Floods nicht nur, sie bersten buchstäblich vor Leben.“

“With Making a Stone of the Heart, (…) Cynthia Flood (…) delivers a lyrically challenging and stylistically dazzling first novel that nevertheless miscarries (albeit spectacularly) in that increasingly barren sub-genre of literary fiction aiming to sell its wares to the upwardly futile among the malltitudes. (…) No doubt, Flood, having broken into the genre, will handily break out of the shackles of contemporary anti-fiction to write the novel her gifts demand.”

„Mit Making a Stone of the Heart liefert (…) Cynthia Flood (…) einen textlich anspruchsvollen und stilistisch schillernden ersten Roman ab, der dennoch (wenn auch spektakulär) in diesem immer karger werdenden Subgenre der literarischen Fiktion scheitert, das darauf abzielt, seine Waren an die Aufsteiger zu verkaufen sinnlos unter den Malltituden. (…) Zweifellos wird Flood, nachdem sie in das Genre eingebrochen ist, mit Leichtigkeit aus den Fesseln der zeitgenössischen Anti-Fiction ausbrechen, um den Roman zu schreiben, den ihre Begabung verlangt.“

## Auszeichnungen und Nominierungen
- 1990: Journey Prize für My father took a cake to France
- 1994: Western Magazines Gold Award, Fiction, für Country Life in Event
- 1999: Zweiter Preis, Prism International Short Fiction contest, für Religious Knowledge
- 2000: National Magazine Gold Award  für Religious Knowledge
- 2002: Shortlist, City of Vancouver Book Prize für Making A Stone Of The Heart [18]